# Débora Gomez
Débora Gomez (Lavras, 24 de julho de 1981) é uma atriz brasileira.
Atuou em novelas do SBT e no longa-metragem Fronteira (2008), de Rafael Conde, no papel de Maria Santa, contracenando com Berta Zemel.
A atriz nasceu em Minas Gerais, é formada em Teatro pela PUC-Minas. Em Belo Horizonte, fez parte do musical O Menino que Virou História, o que lhe rendeu Prêmio Simparc-Usiminas de Melhor Atriz. No início de 2008, após fazer novelas no SBT, Débora foi contratada pela Rede Globo, após ter sido chamada para a Oficina de Atores.
Pelo filme Fronteira, ganhou o Prêmio de Melhor Atriz no Festival de Cinema Latino de Curitiba, em 2008.

## Trabalhos na TV
| Ano  | Titulo                                 | Personagem        | Emissora |
| ---- | -------------------------------------- | ----------------- | -------- |
| 2003 | Canavial de Paixões                    | Denise            | SBT      |
| 2004 | Esmeralda                              | Dóris             | SBT      |
| 2005 | Os Ricos Também Choram                 | Regina            | SBT      |
| 2006 | Alta Estação                           | Raíssa CavalcantI | Record   |
| 2007 | Maria Esperança                        | Camila de Jesus   | SBT      |
| 2009 | Bela, a Feia                           | Camila Pinho      | Record   |
| 2016 | Escrava Mãe                            | Violeta Pavão     | Record   |
| 2021 | O Picapau Amarelo (Câmeras Escondidas) | Emília            | SBT      |
| 2024 | O Picapau Amarelo                      | Emília            | +SBT     |

## Trabalhos no Cinema
- 2008 - Fronteira (direção: Rafael Conde) - Maria Santa